# Aoi Nanase
Aoi Nanase (japanisch 七瀬 葵 Nanase Aoi, * 12. Juni 1967 in Hagi) ist eine japanische Mangaka, Illustratorin und Designerin. Sie publizierte auch unter dem Pseudonym Mayu Nagase.

## Werdegang und Werk
Vor ihrem professionellen Debüt veröffentlichte Nanase unter Pseudonym und als Teil von Zeichen-Zirkeln erotische Dōjinshi – Fancomics zu bekannten Serien. Ihre erste kommerziell veröffentlichte Serie war im Jahr 2000 ABC. Die Abenteuergeschichte erreichte drei Bände. Es folgte im Jahr darauf Angel/Dust, das wie der Nachfolger Angel/Dust neo von 2003 in mehrere Sprachen übersetzt wurde, darunter als einzige Werke Nanases auch ins Deutsche, verlegt von Planet Manga. In dem Science-Fiction-Abenteuer geht es um die schüchterne Schülerin Yuina Hatori, die von Seraph aufgesucht wird, einem engelsähnlichen Android aus einer anderen Welt. Durch einen Vertrag mit ihm erlangt sie große Macht und beide freunden sich an. Doch Yuinas Mitschülerin Akiho geht mit Lucifer einen Vertrag ein, der Menschen hasst und Seraph töten will, so wie Akiho Yuina hasst.
Nanases längste Mangaserie wurde Puchimon, die von 2001 bis 2010 zehn Bände erreichte. Sie erzählt von Mädchen an einer Schule für übernatürliche Fähigkeiten und enthält neben fantastischen auch komische und romantische Elemente. So sind fast alle Werke Nanases dem Genre Fantasy oder Science-Fiction zuzuordnen. Mit Heaven schuf sie auch unter ihren kommerziellen Mangas eine erotische Serie. Neben ihren Mangas arbeitete sie zu Beginn ihrer Karriere auch als Designerin für Anime-Produktionen. So stammen von ihr die Charakterdesigns für die Kurzserien Ashita no Yukinojō, Seraphim Call und Samurai Spirits 2: Asura Zanmaden. In den Jahren 2008 bis 2011 arbeitete sie als Illustratorin an mehreren erotischen Light Novels mit.

## Bibliografie (Auswahl)
- ABC (2000, 3 Bände)
- Angel/Dust (2001, 1 Band)
- Puchimon (ぷちモン, 2001–2010, 10 Bände)
- Angel/Dust neo (2003, 1 Band)
- Heaven (2007, 1 Band)
- Twinkle Meister Kiraha (てぃんくる☆マイスターきらは, 2008, 1 Band)
- Suki Suki Daisuki Oneechan (好き好き大好きお姉ちゃん, 2008, Illustration)
- Ichaicha Love Love Oneechan (いちゃいちゃラブラブお姉ちゃん, 2009, Illustration)
- Seitokaichō wa Ore no Yome!? (生徒会長は俺の嫁!?, 2009, Illustration)
- Sensei wa Ore no Yome!? (センセイは俺の嫁!?, 2010, Illustration)
- Samurai Girl wa Ore no Yome!? (サムライガールは俺の嫁!?, 2010, Illustration)
- Sensei to Kekkonshite shite♥ (先生と結婚シテして♥, 2011, Illustration)